# Muse: Drones World Tour
Muse: Drones World Tour è un film concerto del 2018 diretto da Tom Kirk e Jan Willem Schram e prodotto dalla Corrino Studios.

## Descrizione
Il film ruota attorno ai vari concerti tenuti dal gruppo musicale rock alternativo britannico Muse durante il 2016 in occasione della loro tournée in promozione al settimo album in studio Drones, definita dal frontman Matthew Bellamy attraverso la seguente dichiarazione:

## Distribuzione
Muse: Drones World Tour è stato distribuito nelle sale cinematografiche di tutto il mondo nella sola serata del 12 luglio 2018, seguito da un'edizione digitale nel corso dell'anno.

## Tracce
1. Drones
2. Psycho
3. Reapers
4. Hysteria
5. Dead Inside
6. The Handler
7. Supermassive Black Hole
8. Prelude
9. Starlight
10. Madness
11. Time Is Running Out
12. Uprising
13. The Globalist
14. Drones (Reprise)
15. Take a Bow
16. Mercy
17. Knights of Cydonia

## Formazione
Gruppo
- Matthew Bellamy – voce, chitarra, pianoforte
- Chris Wolstenholme – basso, voce, chitarra aggiuntiva (traccia 13)
- Dominic Howard – batteria, percussioni, cori (traccia 7), sintetizzatore (traccia 15)

Altri musicisti
- Morgan Nicholls – tastiera e chitarra aggiuntive, cori, cabasa (traccia 7)